# 1. peruť RAF
Britská 1. peruť je vojenskou jednotkou Royal Air Force. V současnosti operuje ze základny RAF Lossiemouth s letouny Typhoon FGR.4. Oficiálním znakem perutě je okřídlená římská jednička, oficiálním heslem pak věta In omnibus princeps, tedy „první ve všem“.

## Historie

### První světová válka

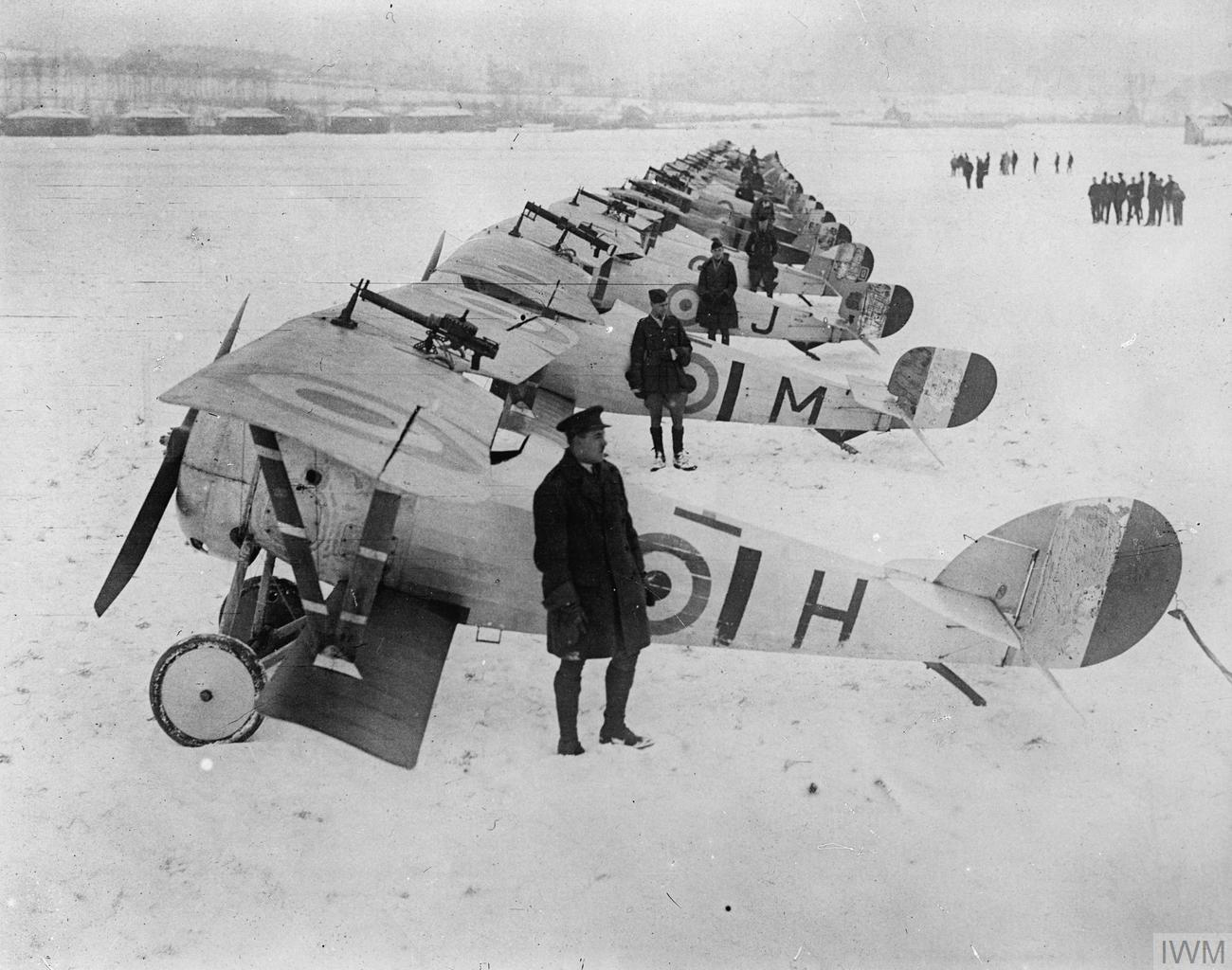
1. peruť s letouny Nieuport 17 a Nieuport 27 v Bailleul, 27. prosince 1917

1. peruť byla založena 13. května 1912 jako jedna ze třech perutí Královského leteckého sboru (Royal Flying Corps) (později Royal Air Force). Jejím prvním velitelem se stal major Edward M. Maitland. Převzala balóny, vzducholodě a pozorovací draky od 1. vzduchoplavecké roty Královských ženistů (No. 1 Airship Company, Air Battalion Royal Engineers) ve Farnborough.
V roce 1914 po vypuknutí první světové války byla No. 1 Squadron vyzbrojena pestrou směsí nejrůznějších letounů. Na západní frontě byla nasazena od května 1915 do konce konfliktu v roce 1918.
Nejdříve působila jako průzkumná a pozorovací jednotka, například v bojích o Ypry v roce 1915, u Neuve Chappelle, Loos a na Sommě v roce 1916, nebo u Arrasu ve Francii v roce 1917.
Na stíhací letouny Nieuport 17 a Nieuport 27 byla přezbrojena v roce 1917 a v lednu 1918 na S.E.5a.

### Meziválečné období
Po skončení první světové války působila přímo ve Velké Británii, její výzbroj postupně tvořily letouny typu S.E.5a a Nieuport Nighthawk. V roce 1920 byla peruť aktivovaná v Indii a vyzbrojená letouny Sopwith Snipe, se kterými se účastnila v letech 1922 až 1925 na akcích proti povstalcům v Kurdistánu, Iráku (1923-1925) a na Blízkém východu. V listopadu 1926 byla peruť rozpuštěna a 1. února 1927 znovu zformována v Tangmere, tentokrát jako stíhací peruť protivzdušné obrany. Její výzbroj představovaly typy Armstrong Whitworth Siskin IIIa, které v roce 1932 nahradil typ Hawker Fury.

### Druhá světová válka

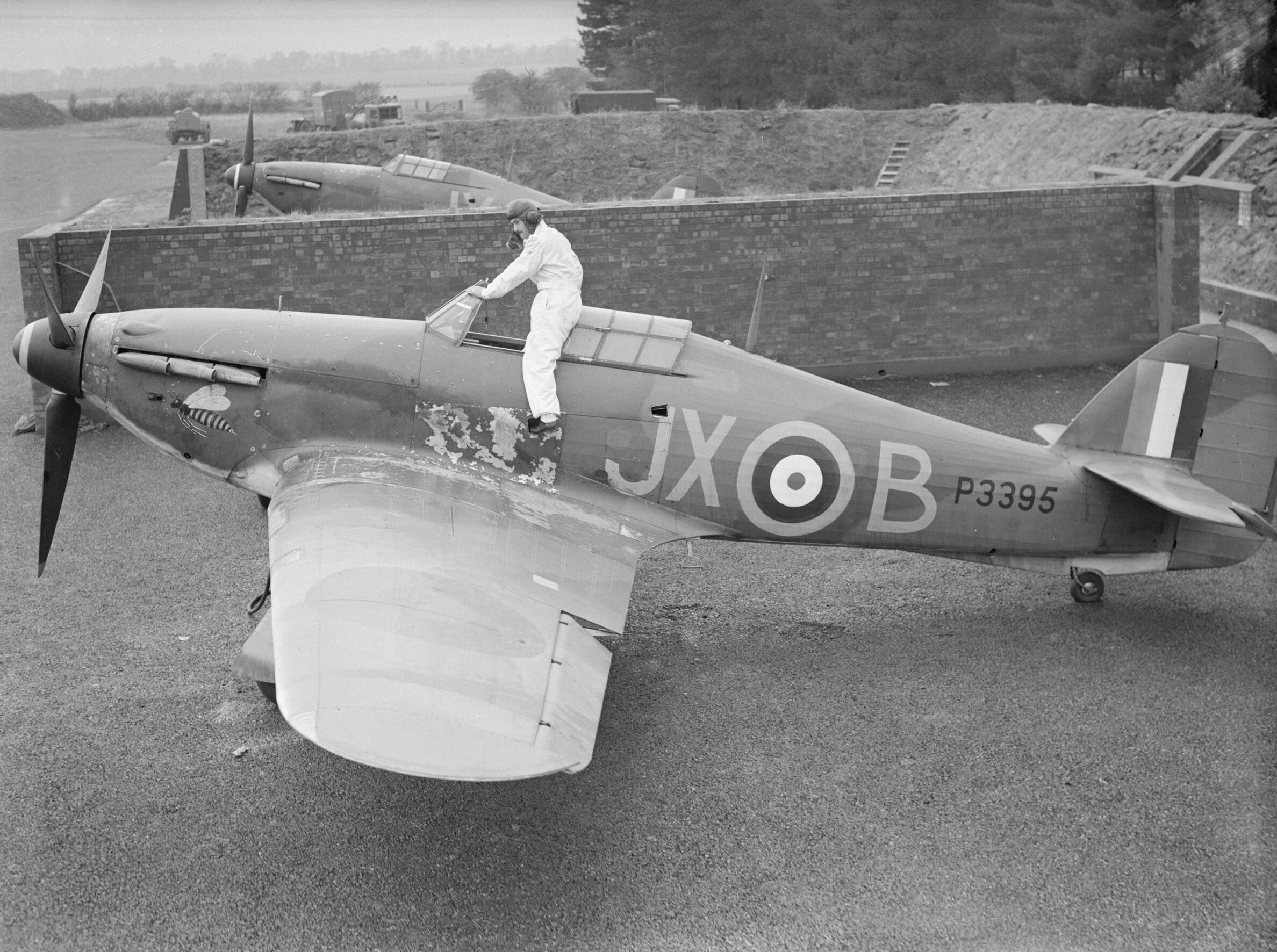
Hawker Hurricane Mk.I 1. perutě RAF ve Witteringu, říjen 1940

V říjnu 1938 dostala jednotka do výzbroje tehdy nejmodernější stíhačky Hawker Hurricane ve verzi Mk. I, s nimiž – v nejrůznějších verzích – bojovala v bojích druhé světové války až do září 1942. Do konce války pak jednotka užívala bojově letouny následujících typů: Hawker Typhoon a Spitfire Mk. IX.
V letech druhé světové války u této perutě bojovala řada cizinců, z nichž mnozí se stali leteckými esy. Jmenujme alespoň Francouze Jeana Demozaye (podle některých údajů nejúspěšnějšího francouzského stíhače druhé světové války) a Čecha Karla Kuttelwaschera, nejúspěšnějšího českého a československého stíhače druhé světové války.

### Po roce 1945

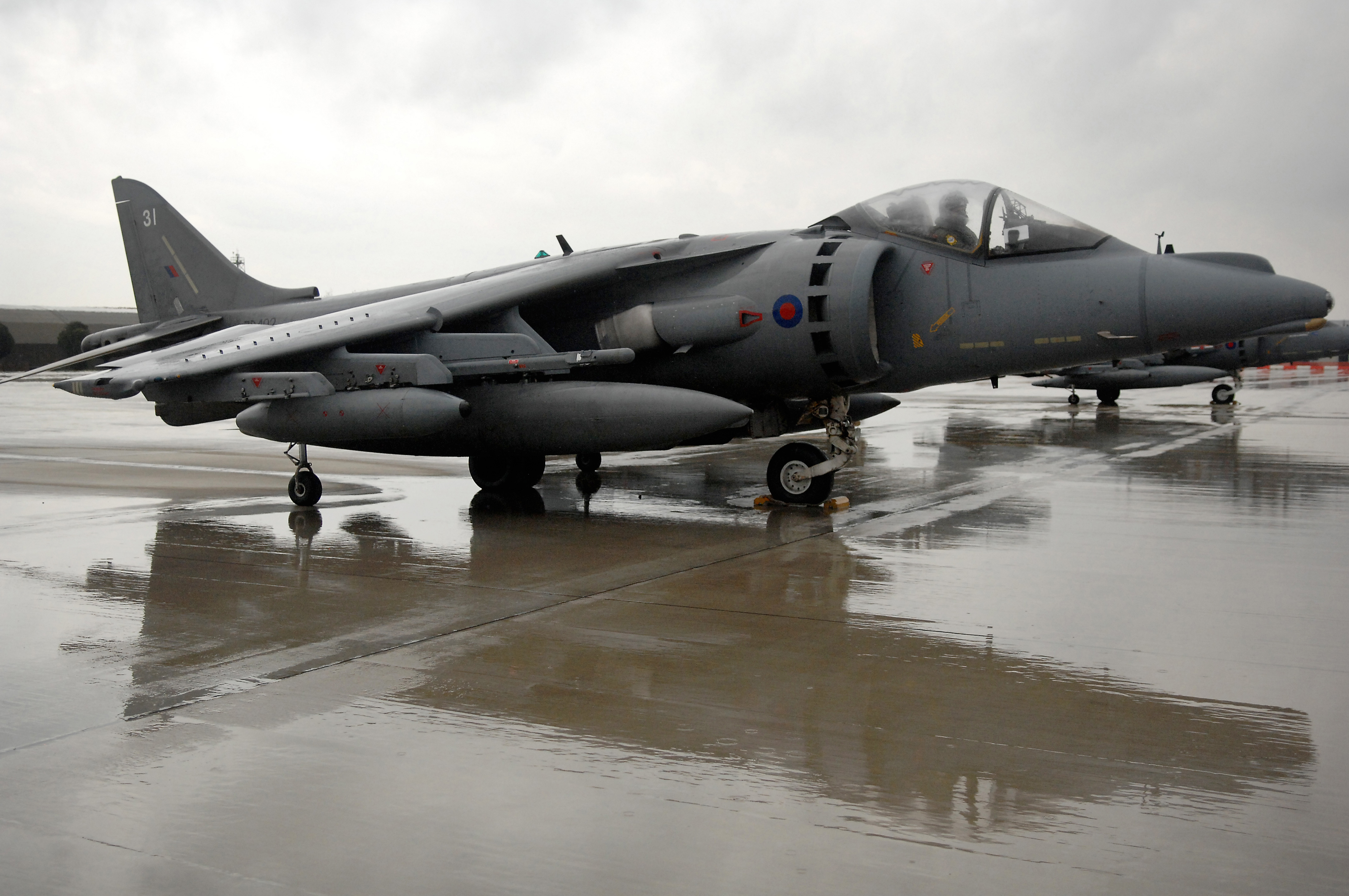
Harrier GR.7 1. perutě RAF, Aviano, 2007

V poválečném období se stala výcvikovou jednotkou s letouny Spitfire Mk. 21, později převzala stíhací proudové stroje Gloster Meteor (různých verzí). V roce 1956 se zúčastnila bojů nad Egyptem v Suezské kampani se stíhačkami Hawker Hunter. Tyto si ponechala až do roku 1969, kdy převzala kolmo startující letouny Harrier GR.1. Během konfliktu o Falklandy byla umístěna na palubě letadlové lodě HMS Hermes (R12) s letouny Harrier GR.3A, se kterými vykonala 60 bojových vzletů. Při nich piloti Harrierů 1. perutě odhodili 150 kusů 454 kg bomb, 25 kazetových pum BL-755 a ve vzduchu zničili jedno letadlo. Peruť se účastnila také bojů na Balkáně a nad Kosovem v letech 1995 až 1998, nebo v operaci na kontrolu bezletové zóny v severním Iráku (1997-1998). Další verzí Harrieru, kterou piloti 1. perutě užívali do roku 2011, se stala GR.7 a dvoumístná cvičná T.10.
Od 15. září 2012 byl útvar přezbrojen na stíhací letouny Eurofighter Typhoon.

## Používané typy letadel
Rok zavedení do výzbroje
- Nieuport - 1917
- S.E.5a - 1918
- Sopwith Snipe - 1920
- Armstrong Whitworth Siskin - 1927
- Hawker Fury - 1933
- Hawker Hurricane - 1937
- Hawker Typhoon - 1943
- Gloster Meteor - 1950
- Hawker Hunter - 1956
- Hawker Siddeley Harrier - 1969
- Eurofighter Typhoon - 2012